# Austrotartessus flavus
Austrotartessus flavus är en insektsart som beskrevs av Evans 1941. Austrotartessus flavus ingår i släktet Austrotartessus och familjen dvärgstritar. Inga underarter finns listade i Catalogue of Life.